# Ruskije Gorki
Ruskije Gorki (ruski: Русские горки) naziv je kompleksa za skijaške skokove smještenog u selu Estosadok na sjevernoj padini grebena Aibga u Krasnoj Poljani u Rusiji. U njemu su održana natjecanja u skijaškim skokovima i skakački dio nordijske kombinacije na ZOI 2014. kojima je domaćin bio obližnji Soči.
Kompleks se sastoji od dvije natjecateljske (K-95 i K-125) i tri manje skakaonice za trening mlađih kategorija skakača (K-72, K-45 i K-25). Prvi put je korišten 2012. godine.

## Međunarodna natjecanja
| Datum             | Natjecanje          | Skakaonica | 1. mjesto                                                            | 2. mjesto                                                                         | 3. mjesto                                                  |
| ----------------- | ------------------- | ---------- | -------------------------------------------------------------------- | --------------------------------------------------------------------------------- | ---------------------------------------------------------- |
| 14. srpnja 2012.  | Kontinentalni pokal | HS 140     | Jan Matura                                                           | Anders Jacobsen                                                                   | Tomaž Naglič                                               |
| 15. srpnja 2012.  | Kontinentalni pokal | HS 140     | Anders Jacobsen                                                      | Tomaž Naglič                                                                      | Dawid Kubacki                                              |
| 8. prosinca 2012. | Svjetski kup        | HS 106     | Sarah Hendrickson                                                    | Sara Takanashi                                                                    | Anette Sagen                                               |
| 8. prosinca 2012. | Svjetski kup        | HS 106     | Gregor Schlierenzauer                                                | Severin Freund                                                                    | Andreas Kofler                                             |
| 9. prosinca 2012. | Svjetski kup        | HS 106     | Daniela Iraschko Coline Mattel                                       |                                                                                   | Sara Takanashi                                             |
| 9. prosinca 2012. | Svjetski kup        | HS 106     | Andreas Kofler                                                       | Richard Freitag                                                                   | Andreas Wellinger                                          |
| 9. veljače 2014.  | ZOI                 | HS 106     | Kamil Stoch                                                          | Peter Prevc                                                                       | Anders Bardal                                              |
| 11. veljače 2014. | ZOI                 | HS 106     | Carina Vogt                                                          | Daniela Iraschko-Stolz                                                            | Coline Mattel                                              |
| 15. veljače 2014. | ZOI                 | HS 140     | Kamil Stoch                                                          | Noriaki Kasai                                                                     | Peter Prevc                                                |
| 17. veljače 2014. | ZOI                 | HS 140     | Njemačka Andreas Wank Marinus Kraus Andreas Wellinger Severin Freund | Austrija Michael Hayböck Thomas Morgenstern Thomas Diethart Gregor Schlierenzauer | Japan Reruhi Shimizu Taku Takeuchi Daiki Ito Noriaki Kasai |